# Équipe de Tunisie de volley-ball en 2014
L'équipe de Tunisie de volley-ball participe en 2014 au tournoi de qualification au championnat du monde 2014, du 3 au 7 mars à Tunis, à la Ligue mondiale 2014 ainsi qu'au championnat du monde 2014.

## Matchs des seniors
| Date               | Lieu                                          | Adversaire          | Score                               | Durée  | Compétition | Meilleur marqueur                      | Référence |
| 3 mars 2014        | Palais des sports d'El Menzah Tunis           | Niger               | 3-0 (25-16 25-13 25-12)             | 1 h 6  | TQCM        | -                                      |           |
| 4 mars 2014        | Palais des sports d'El Menzah Tunis           | Sénégal             | 3-0 (25-16 25-7 25-17)              | 1 h 2  | TQCM        | -                                      |           |
| 5 mars 2014        | Palais des sports d'El Menzah Tunis           | Seychelles          | 3-0 (25-19 25-10 25-16)             | 1 h 5  | TQCM        | Marouen Garci, Noureddine Hfaiedh (13) |           |
| 7 mars 2014        | Palais des sports d'El Menzah Tunis           | République du Congo | 3-0 (25-11 25-17 25-17)             | 1 h 8  | TQCM        | Marouen Garci (15)                     | FTVB      |
| 16 mai 2014        | Microestadio del Club Lanús Lanús             | Argentine B         | 0-3 (23-25 19-25 20-25)             | -      | A           | -                                      | VPE       |
| 17 mai 2014        | Microestadio del Club Lanús Lanús             | Argentine B         | 0-3 (23-25 23-25 13-25)             | -      | A           | -                                      | VPE       |
| 18 mai 2014        | Buenos Aires                                  | Argentine U23       | 3-0                                 | -      | A           | -                                      |           |
| 19 mai 2014        | Microestadio UTN de Tigre Buenos Aires        | Argentine           | 0-3 (22-25 23-25 14-25)             | -      | A           | Hichem Kaâbi (9)                       | FEVA      |
| 20 mai 2014        | Polideportivo de Almirante Brown Buenos Aires | Argentine           | Match annulé                        | -      | A           | -                                      | FEVA      |
| 6 juin 2014        | Palais des sports Juan Escutia Mexico         | Mexique             | 0-3 (22-25 18-25 22-25)             | 1 h 25 | LM          | Hichem Kaâbi (12)                      | FIVB      |
| 7 juin 2014        | Palais des sports Juan Escutia Mexico         | Cuba                | 1-3 (24-26 25-23 19-25 21-25)       | 1 h 48 | LM          | Hamza Nagga (19)                       | FIVB      |
| 8 juin 2014        | Palais des sports Juan Escutia Mexico         | Turquie             | 1-3 (18-25 20-25 25-15 22-25)       | 1 h 33 | LM          | Hichem Kaâbi (14)                      | FIVB      |
| 13 juin 2014       | Palais des sports d'El Menzah Tunis           | Turquie             | 1-3 (25-16 17-25 18-25 19-25)       | 1 h 38 | LM          | Ismaïl Moalla (17)                     | FIVB      |
| 14 juin 2014       | Palais des sports d'El Menzah Tunis           | Cuba                | 0-3 (21-25 20-25 23-25)             | 1 h 16 | LM          | Hichem Kaâbi (18)                      | FIVB      |
| 15 juin 2014       | Palais des sports d'El Menzah Tunis           | Mexique             | 3-2 (25-23 25-23 21-25 21-25 15-13) | 2 h 2  | LM          | Hichem Kaâbi (27)                      | FIVB      |
| 2 août 2014        | Palais des sports d'El Menzah Tunis           | Égypte              | 1-3 (16-25 22-25 15-25 + 26-24)     | -      | A           | -                                      |           |
| 3 août 2014        | Palais des sports d'El Menzah Tunis           | Égypte              | 1-3 (24-26 15-25 25-20 25-27)       | -      | A           | -                                      |           |
| 13 août 2014       | Maribor                                       | Qatar               | 0-5                                 | -      | A           | -                                      |           |
| 14 août 2014       | Maribor                                       | Qatar               | 2-3                                 | -      | A           | -                                      |           |
| 18 août 2014       | Maribor                                       | Slovénie U21        | 4-0                                 | -      | A           | -                                      |           |
| 1er septembre 2014 | Spodek Katowice                               | Corée du Sud        | 1-3 (26-24 24-26 21-25 18-25)       | -      | CHM         | Marouen Garci (16)                     | FIVB      |
| 3 septembre 2014   | Spodek Katowice                               | Brésil              | 0-3 (18-25 10-25 17-25)             | -      | CHM         | Marouen Garci (8)                      | FIVB      |
| 5 septembre 2014   | Spodek Katowice                               | Allemagne           | 1-3 (13-25 19-25 25-21 12-25)       | -      | CHM         | Marouen Garci (12)                     | FIVB      |
| 6 septembre 2014   | Spodek Katowice                               | Cuba                | 2-3 (25-16 20-25 23-25 25-20 13-15) | -      | CHM         | Marouen Garci (17)                     | FIVB      |
| 7 septembre 2014   | Spodek Katowice                               | Finlande            | 0-3 (18-25 14-25 20-25)             | -      | CHM         | Marouen Garci (12)                     | FIVB      |

TQCM : match du tournoi de qualification au championnat du monde 2014 ;
LM : match de la Ligue mondiale 2014 ;
A : match amical ;
CHM : match du championnat du monde 2014.

## Sélections
Sélection pour le tournoi final de qualification au championnat du monde 2014
| No                                       | Nom                                      | Date de naissance                        | Taille | Poids | Poste                        | Club                         |
| ---------------------------------------- | ---------------------------------------- | ---------------------------------------- | ------ | ----- | ---------------------------- | ---------------------------- |
| 2                                        | Ahmed Kadhi                              | 29 avril 1989                            | 198    | 97    | Central                      | Étoile du Sahel              |
| 3                                        | Marouane M'rabet                         | 5 juin 1985                              | 186    | 81    | Passeur                      | Étoile du Sahel              |
| 4                                        | Marouen Garci                            | 21 mars 1988                             | 194    | 91    | Attaquant                    | Étoile du Sahel              |
| 5                                        | Samir Sellami                            | 3 juillet 1977                           | 194    | 90    | Passeur                      | Club sfaxien                 |
| 7                                        | Ilyès Karamosli                          | 22 août 1989                             | 195    | 92    | Réceptionneur-attaquant      | Espérance de Tunis           |
| 11                                       | Ismaïl Moalla                            | 30 janvier 1990                          | 195    | 81    | Réceptionneur-attaquant      | Club sfaxien                 |
| 12                                       | Anouer Taouerghi                         | 17 août 1983                             | 178    | 76    | Libero                       | Club sfaxien                 |
| 13                                       | Noureddine Hfaiedh                       | 27 août 1971                             | 197    | 86    | Réceptionneur-attaquant      | Club sfaxien                 |
| 14                                       | Bilel Ben Hassine                        | 22 juin 1983                             | 201    | 90    | Central                      | Espérance de Tunis           |
| 15                                       | Hichem Kaâbi                             | 13 septembre 1986                        | 194    | 82    | Attaquant                    | Espérance de Tunis           |
| 17                                       | Mohamed Arbi Ben Abdallah                | 3 janvier 1991                           | 196    | 92    | Attaquant                    | Club sfaxien                 |
| 18                                       | Omar Agrebi                              | 26 août 1992                             | 205    | 85    | Central                      | Club sfaxien                 |
|                                          |                                          |                                          |        |       |                              |                              |
| Encadrement technique                    | Encadrement technique                    |                                          |        |       | Légende                      | Légende                      |
| Entraîneur : Fethi Mkaouer               | Entraîneur : Fethi Mkaouer               | Entraîneur : Fethi Mkaouer               |        |       | : Capitaine                  | : Capitaine                  |
| Entraîneur(s) adjoint(s) : Riadh Hedhili | Entraîneur(s) adjoint(s) : Riadh Hedhili | Entraîneur(s) adjoint(s) : Riadh Hedhili |        |       | : Joueur blessé actuellement | : Joueur blessé actuellement |
| Manager général : Kamel Rekaya           |                                          |                                          |        |       |                              |                              |

## Matchs des moins de 23 ans
| Date             | Lieu            | Adversaire | Score                         | Durée  | Compétition | Meilleur marqueur   | Référence |
| 7 novembre 2014  | Charm el-Cheikh | Maroc      | 3-0 (25-17 25-19 25-14)       | 1 h 14 | CHAN        |                     |           |
| 8 novembre 2014  | Charm el-Cheikh | Rwanda     | 3-0 (25-18 25-21 25-14)       | 1 h 16 | CHAN        | Adam Oueslati (20)  |           |
| 9 novembre 2014  | Charm el-Cheikh | Algérie    | 3-0 (25-13 25-20 25-18)       | 1 h 7  | CHAN        |                     |           |
| 11 novembre 2014 | Charm el-Cheikh | Libye      | 3-0 (25-13 25-13 25-15)       | 0 h 59 | CHAN        | Mohamed Brahem (15) |           |
| 12 novembre 2014 | Charm el-Cheikh | Égypte     | 3-1 (25-19 25-22 23-25 25-21) | 1 h 46 | CHAN        | Adam Oueslati (27)  |           |

CHAN : match du championnat d'Afrique des moins de 23 ans 2014.